# Mawsoniidae
Die Mawsoniidae sind eine Familie der Quastenflosser, die von der Mitteltrias bis zur Oberkreide vorkam. Fossilien der Mawsoniidae wurden in Nord- und Südamerika (Brasilien, Chile) und in Nord- (Marokko, Algerien, Ägypten) und Westafrika (Niger, Kongo) gefunden. Aufgrund der Fundstellen wird vor allem eine Verbreitung im westlichen Gondwana angenommen. Bei der Entstehung des Südatlantiks wurden die Populationen in Afrika und Südamerika voneinander getrennt. Im Unterschied zu den meisten anderen Quastenflossern einschließlich der rezenten Latimeria-Arten lebten die Mawsoniidae in Süßgewässern und Ästuarien.

## Merkmale
Die Mawsoniidae besaßen sehr unterschiedliche Größen. Während Diplurus mit Längen von 10 cm eher klein war, Axelrodichthys mit einer Länge von etwa 40 cm einen mittelgroßen Fisch repräsentierte, war Mawsonia gigas zusammen mit Megalocoelacanthus (Familie Coelacanthidae) der größte aller Quastenflosser und konnte eine Länge von 3,5 bis 4,5 Meter erreichen. Ein einzelnes Os quadratum lässt vermuten, dass es noch größere Exemplare gab.
Diagnostische Merkmale der Familie sind die langen, verknöcherten Rippen und die runzeligen Ornamente auf den Knochenoberflächen. Das Suboperculare, ein Teil des Kiemendeckels, fehlt normalerweise, ebenso der absteigende Auswuchs der Supratemporale (Schädelknochen), der aber auch nur reduziert sein kann.

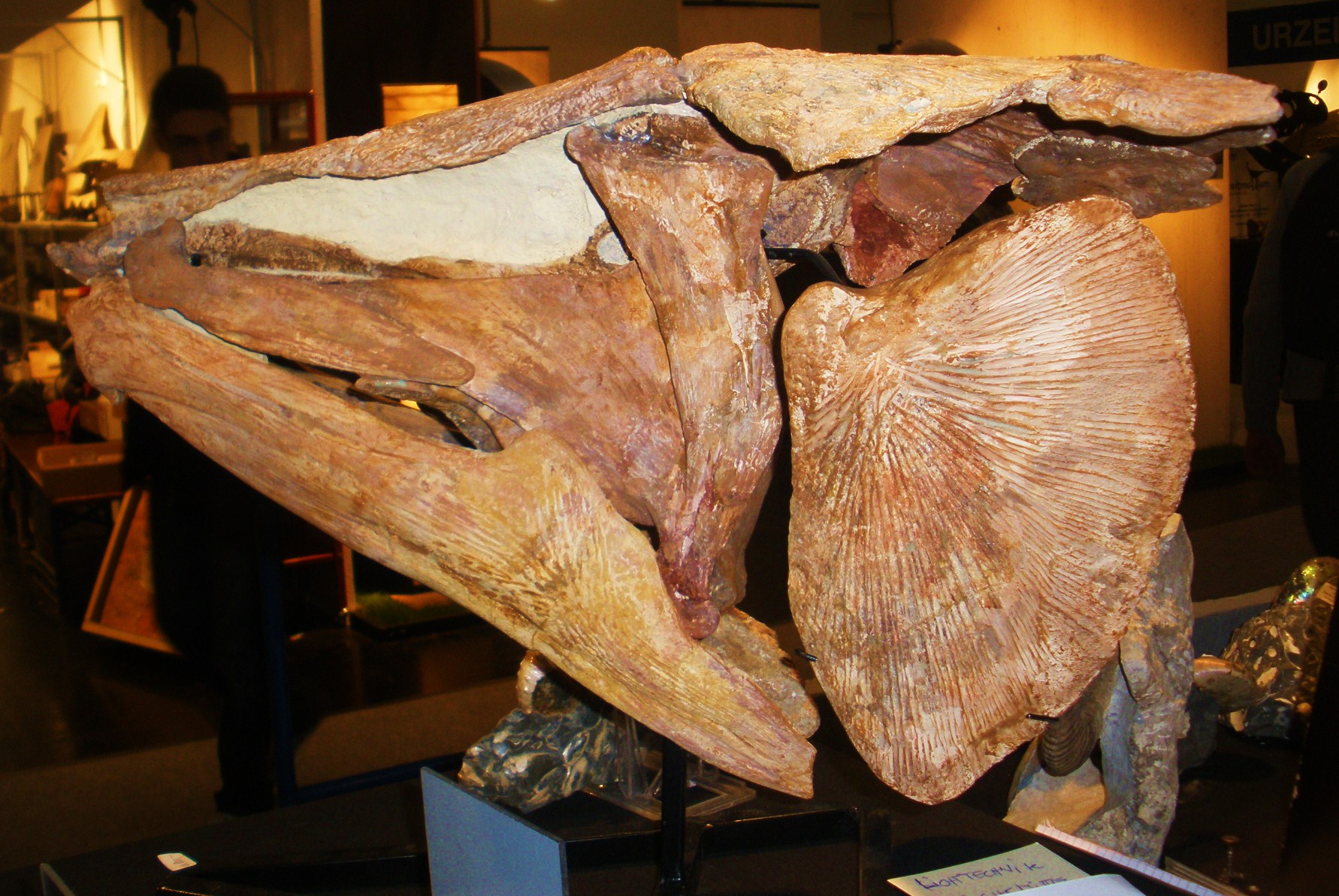
Schädel einer Mawsonia-Art auf einer Fossilien-Ausstellung in München

## Gattungen
Sechs Gattungen werden mit Sicherheit der Familie zugeordnet, außerdem gibt es fünf weitere mögliche Mitglieder (hier mit einem Fragezeichen versehen):
- Alcoveria ? (Trias, Spanien)
- Axelrodichthys (Kreide, Madagaskar)
- Chinlea (Trias, Arizona & New Mexico)
- Diplurus (Trias, östliches Nordamerika)
- Garnbergia ? (Trias, Deutschland)
- Indocoelacanthus ? (Jura, Indien)
- Libys ? (Jura, Deutschland)
- Lualabaea ? (Kreide, Marokko, Niger, Madagaskar)
- Mawsonia (Kreide, Algerien, Marokko, Brasilien)
- Parnaibaia (Jura, Brasilien)
- Trachymetopon (Jura, Europa)[6]

## Systematik
Die Mawsoniidae sind die Schwestergruppe der Latimeriidae, zu denen auch die beiden rezenten Quastenflosserarten gehören, und bilden mit ihnen die Unterordnung Latimeroidei. Im Unterschied zu den Mawsoniidae lebten und leben die Latimeriidae im Meer.